# 리가-루가지선
리가-루가지 선(라트비아어: Dzelzceļa līnija Rīga—Lugaži)은 라트비아에서 시작하여 에스토니아 국경선까지 이어지는 철도 노선이다. 노선의 총 길이는 168km이며, 리가에서 시작하여 발가까지 걸리는 시간은 3시간 17분이다.

## 역사
이 노선은 리가-발카-프스코프-상트페테르부르크 간 철도 노선의 일부로 건설되었으며, 1886년 착공하여 1889년 7월 22일 완공되었다. 제1차 세계 대전 중 독일군은 1918년에 리가-이에리치 간을 표준궤로 개궤하였으나, 1919년 라트비아의 주권이 회복되면서 1524mm 광궤로 복귀하였다. 1920년 라트비아와 에스토니아가 독립하면서 발카에 국경선이 설정되어 철도 노선의 관리권이 나뉘었다. 당시 라트비아 국경에서 가장 가까운 역은 국경선에서 14km 떨어져 있었다.
라트비아 영토 내에서 차량 회차를 원활하게 하고 새로운 국경 통과 지점을 건설하기 위해서, 라트비아와 에스토니아에서는 국경에서 서로 만나는 지선을 개별적으로 건설하였다. (리가-루이에나-패르누 선) 이 노선을 통하였을 때는 국경을 넘기까지 거리가 2km 더 길다. 제2차 세계 대전 중에는 독일군 측의 동부 전선 북부 집단군 보급에 중요한 역할을 담당하였다.
1980년 리가-시굴다 간(크리에부페-반가지 제외) 노선이 복선화되었고, 체시스-얀무이자 간에도 복선이 설치되었다. 소련 시기에는 리가-시굴다 간 전철화 계획이 진행되었으나 소련 붕괴 이후 경제 위기로 인하여 취소되었다. 1984년 마지막으로 건설된 전철 노선은 리가-가르칼네 역까지이며, 소련 붕괴 이전까지는 ER2 전동차가 운행하였다. 1997년 유글라-발테제르스 역 사이에서 화물 열차간 충돌로 인하여 전차선 지지주 일부가 붕괴되었다. 사고 이후로 전철화 구간은 유글라 역까지로 단축되었다.
2001년 발가-리가 노선이 라트비아 국내에서만 운행하게 되어 루가지 역에서 종착하게 되었으나 2008년 4월 25일 에스토니아 발카까지 다시 운행을 시작하였다..

## 역 목록
1. 리가 파사지에루 (0km)
2. 제미타니 (4km)
3. 치에쿠르칼른스 (6km)
4. 유글라 (10km)
5. 발테제르스 (17km)
6. 가르칼네 (구 로파지) (23km)
7. 크리에부페 (29km)
8. 방가지 (34km)
9. 인추칼른스 (40km)
10. 에글류페 (43km)
11. 실치엠스 (47km)
12. 시굴다 (53km)
13. 리가트네 (64km)
14. 이에리치 (74km)
15. 멜투리 (78km)
16. 아라이시 (84km)
17. 체시스 (93km)
18. 얀무이자 (98km)
19. 로데 (105km)
20. 발레 (114km)
21. 발미에라 (123km)
22. 브렝굴리 (131km)
23. 스트렌치 (143km)
24. 세다 (146km)
25. 사울레 (157km)
26. 루가지 (166km)
27. 라트비아-에스토니아 국경 (168km)

## 참조
1. ↑  “Publiskās lietošanas dzelzceļa infrastruktūras pārskats 2012; VAS Latvijas dzelzceļš” (PDF). 2012년 3월 24일에 원본 문서 (PDF)에서 보존된 문서. 2012년 11월 17일에 확인함.
2. ↑  “Latvijas dzelzceļa vēstures muzejs”. 2014년 3월 29일에 원본 문서에서 보존된 문서. 2010년 10월 10일에 확인함.
3. ↑  “"Līnijai Rīga-Valka 120 gadi" Latvijas Dzelzceļš”. 2010년 12월 27일에 원본 문서에서 보존된 문서. 2012년 11월 17일에 확인함.